# Рейкова колія

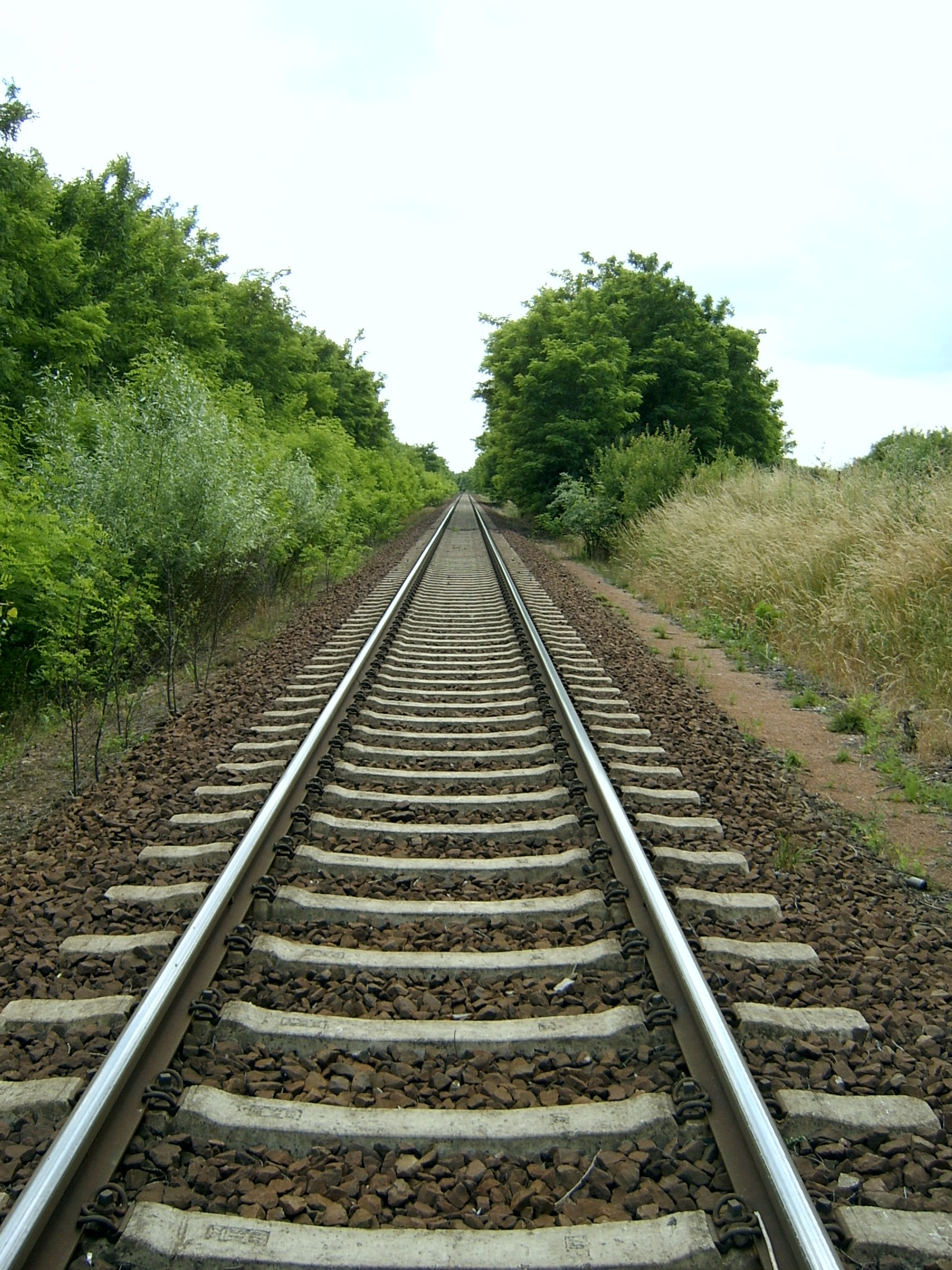

Рейкова колія (англ. (rail) track, нім. Gleis n, Schienenstrang m, Schienenweg m) — дві рейкові нитки, що укладені одна від одної на визначеній відстані і прикріплені до шпал (брусів). Рейкова колія — головна складова частина залізничної колії.

## Загальна інформація
Основний параметр рейкової колії — ширина колії (Sp). Для залізниць відстань між внутрішніми кантами рейок на прямолінійних ділянках прийнята рівною 1520 мм. У підземних умовах ширина колії 600, 750, 900 мм. Розміщення рейкових колій визначається трасою, планом і профілем. Траса — вісь рейкової колії, план колії — проєкція траси на ґрунт виробок, профіль — проєкція траси на вертикальну площину.

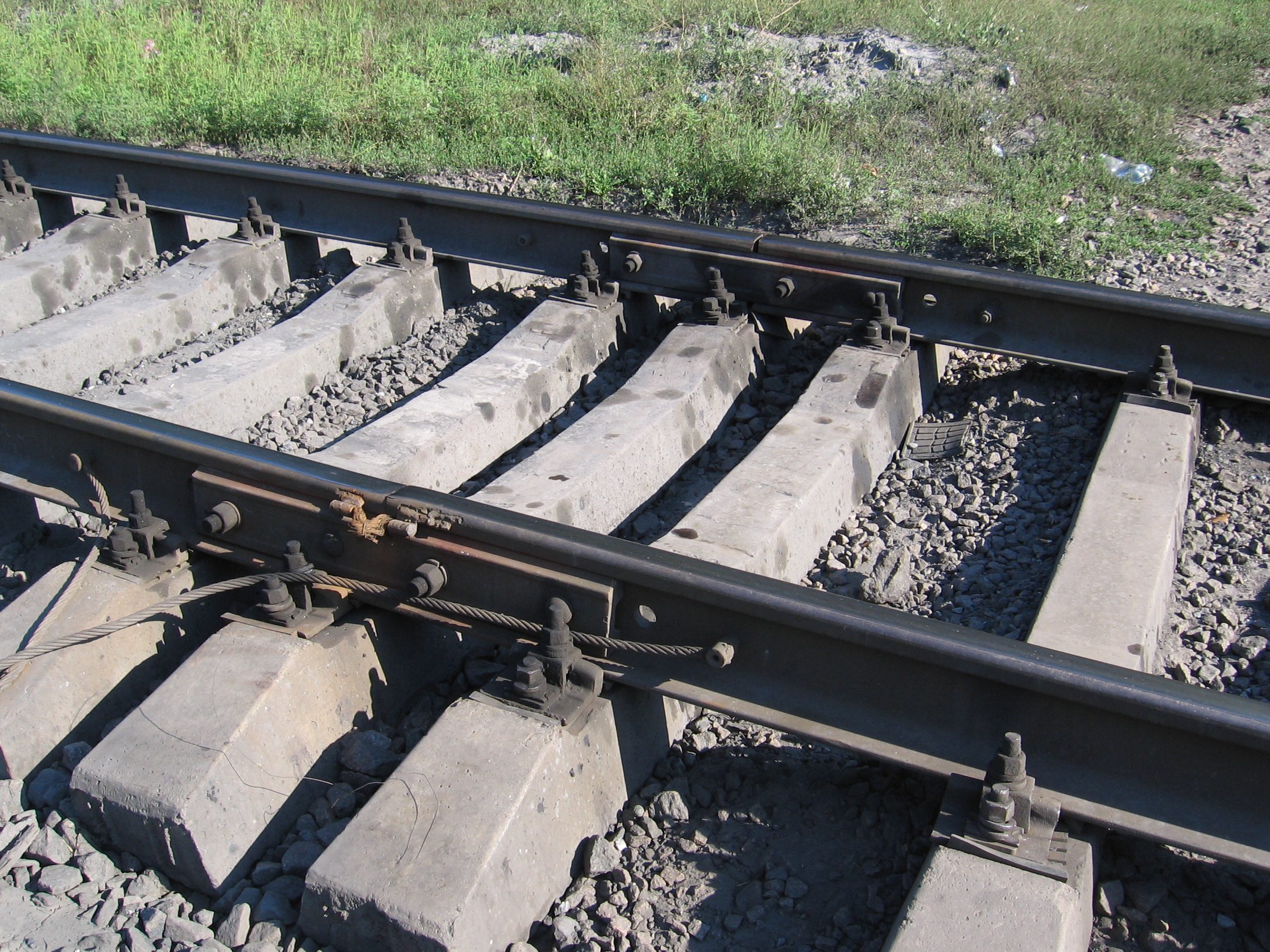
Стик рейок.

Рейкова колія складається з нижньої і верхньої споруди (рис.). Нижня — це насип і мости, а у підземних умовах шар ґрунту з водовідливною канавкою 7. Ґрунту виробки надають похил у поздовжньому (і = 0,003– 0,005) і поперечному (і = 0,01–0,02) напрямках. Поздовжній профіль має нахил в бік приствольного двору. Нижня споруда рейкової колії сприймає навантаження від верхньої споруди і забезпечує її стійкість у поздовжній, поперечній та вертикальній площинах, а також відвід води від ґрунту виробки. Призначення верхньої споруди рейкової колії — сприймати та передавати навантаження від коліс ходової частини рухомого складу на ґрунт виробки, а також направляти рух коліс ходової частини.
Верхня частина рейкової колії включає (рис.): рейки 4, шпали 6, баластний шар 9, рейкові кріплення (підкладка 1, костиль 2), рейкові стикові з'єднання (накладка 8, болтове з'єднання), протиугони, стрілочні переводи та з'їзди.

## Похил колії
Похил рейкової колії (англ. railway track gradient, нім. Neigung f der Schienenbahn) — тангенс кута нахилу колії (рейки) до горизонту. Величина похилу визначається відношенням перевищення кінців відрізка колії до довжини цього відрізка і виражається десятковим дробом, наприклад, похил 0,005 характеризує перевищення колії в 5 см на відрізку 10 м.
Похил рівного опору (англ. equal resistance dip, нім. Neigung f des gleichen Widerstandes) — кут нахилу поздовжнього профілю рейкового шляху на головних гірничих відкітних виробках у бік приствольного двору, за якого сила опору руху порожньої валки на підйом дорівнює силі опору при русі навантаженої валки під ухил до ствола.